# Lapplands Universitet
Lapplands Universitet (svensk Lapplands universitet, finsk Lapin yliopisto) er det nordligste universitet i Den Europæiske Union. Universitets historie går tilbage til 1979, da det daværende Lapplands Universitet blev grundlagt i Rovaniemi, Finland.
Universitetet har ca. 4 000 studerende på bachelorniveau og 500 studerende på postgraduate niveau. De fleste af de studerende på Laplands Universitet kommer fra andre dele af Finland eller fra udlandet.
Laplands Universitet har følgende strategiske prioriteter: Arktisk globalt ansvar, bæredygtig turisme og forvaltning af fremtidige tjenester og afstande. Laplands Universitet har 647 ansatte, hvoraf 68 er professorer. Laplands Universitet havde et budget for 2011 på i alt ca. 402 mio. kroner.

## Fakulteter
Laplands Universitet har fire fakulteter:
- Det pædagogiske fakultet
- Det juridiske fakultet
- Det samfundsvidenskabelige fakultet
- Fakultetet for billedkunst